# Viola pachyrrhiza
Viola pachyrrhiza är en violväxtart som beskrevs av Pierre Edmond Boissier och Rudolph Friedrich Hohenacker. Viola pachyrrhiza ingår i släktet violer, och familjen violväxter. Inga underarter finns listade i Catalogue of Life.

## Bilder

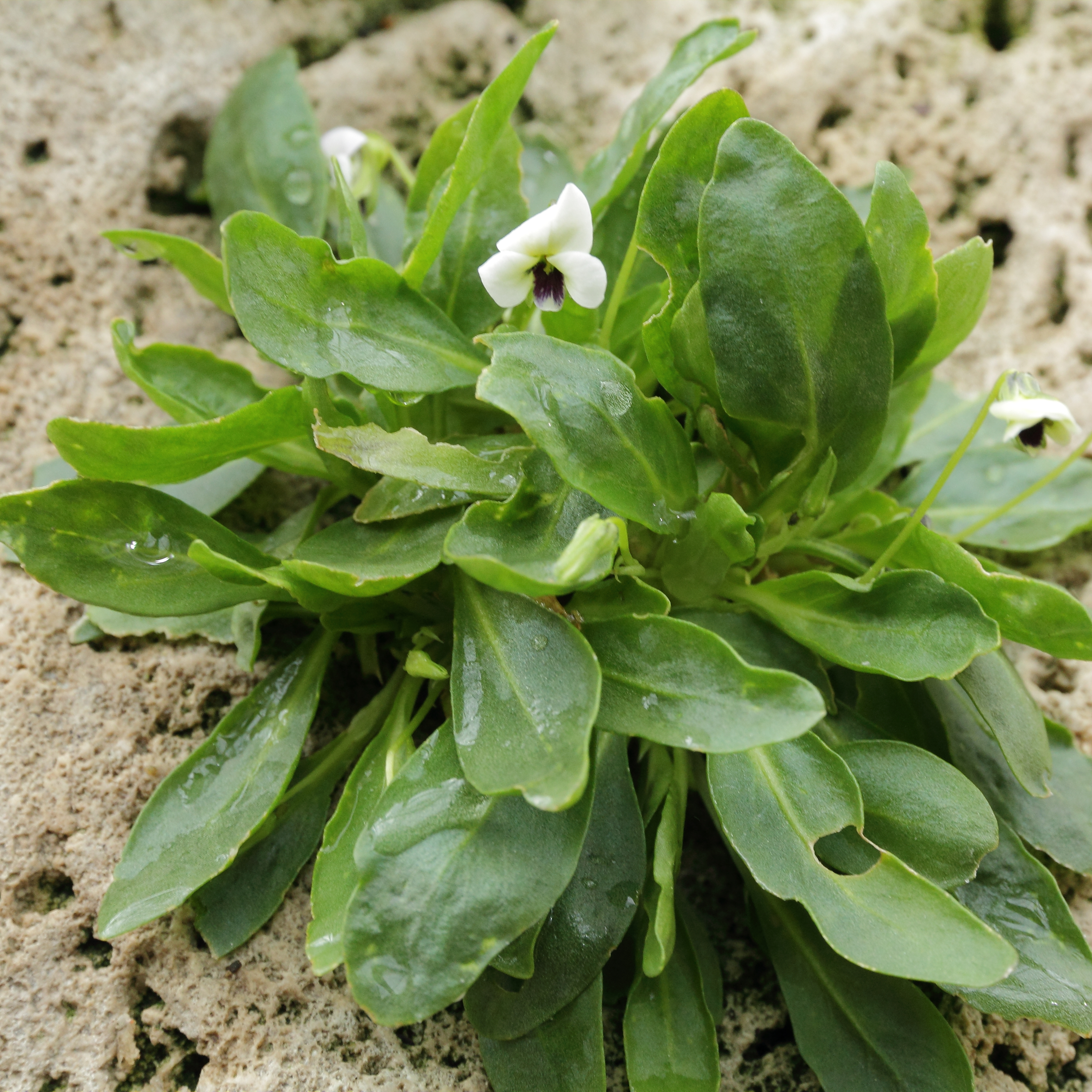
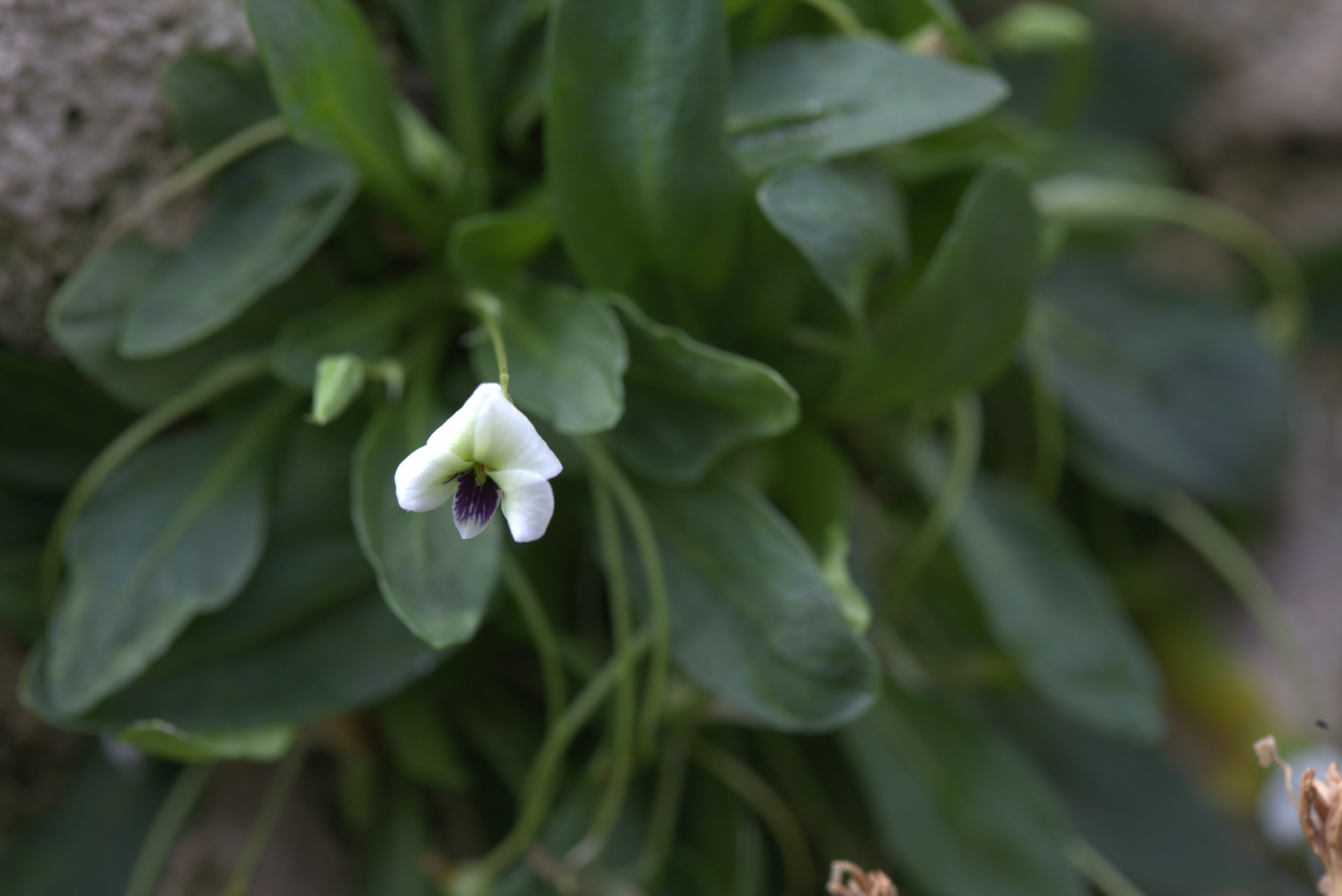